# American Woman
"American Woman" é uma canção da banda canadense de rock The Guess Who. Lançada em seu sétimo álbum de estúdio American Woman em janeiro de 1970 como uma canção e depois em março do mesmo ano como single, que atingiu o número 1 na Billboard Hot 100. A canção foi regravada por muitos artistas de rock, incluindo Lenny Kravitz, Krokus, e o Butthole Surfers. Também foi destaque no filme Beleza Americana de Sam Mendes. Sam the Eagle realizou uma versão karaokê desta música em um vídeo viral dos Muppets. Foi usada no trailer do filme Game Change, da HBO. Uma versão cantada por um homem mais velho foi usado no filme The Cable Guy (1996).

## Versões
A versão do álbum começa com uma introdução acústica de blues:
Mulher americana vai mexer sua mente
Mulher americana, ele vai mexer sua mente
A introdução então começa a soletrar o título, então repete o primeiro verso antes de desaparecer e entrar na parte de hard rock.
A única versão omite esta introdução e vai direto para a parte de hard rock da música.

## Antecedentes
As origens da canção tomaram a forma de um live jam em uma pista de concerto de curling no Kitchener, Ontário. O grupo foi correndo para o segundo set e começou a improvisar um ritmo para animar a multidão. Burton Cummings, o vocalista, começou a improvisar as letras para atender a música.
Pouco depois de seu lançamento, os The Guess Who foram convidados para tocar no Casa Branca. Por causa de suas supostas letras anti-americanas, Pat Nixon pediu que não tocassem "American Woman".

## Interpretação das letras
A letra da canção tem sido o assunto de alguns debates, muitas vezes interpretada como um ataque à política dos EUA (especialmente a Conscrição). Jim Kale, o baixista do grupo e co-autor da canção, explicou a sua opinião sobre a letra:
| “ | A crença popular é que era uma música chauvinista, o que não era o caso. O fato era que nós viemos de um país muito puritano, conservador, descontraído, calmo, e de repente, lá estávamos nós, em Chicago, Detroit, Nova Iorque - todos esses lugares terrivelmente grandes com seus problemas de cidade grande. Após essa turnê particularmente longa, foi um verdadeiro deleite ir para casa e ver as meninas com quem havíamos crescido. Além disso, a guerra estava acontecendo, e isso foi muito impopular. Nós não tínhamos um sistema rascunhado no Canadá, e ficamos gratos por isso. Um monte de gente chamou de anti-americano, mas não era verdade. Nós não éramos anti nada. John Lennon disse uma vez que os significados de todas as músicas vêm depois de serem registrados. Alguém tem de interpretá-los. | ” |

## Desempenho
| Paradas (1970)                          | Melhor posição |
| --------------------------------------- | -------------- |
| UK (The Official Charts Company)        | 19             |
| Canadian RPM Singles Chart              | 1              |
| Switzerland (Hit Parade Top 75 Singles) | 4              |
| Austria (Top 40)                        | 7              |
| Netherlands (Dutch Charts)              | 4              |
| US Billboard Hot 100                    | 1              |
| US Cash Box Top Singles                 | 1              |

## Versão Lenny Kravitz
Lenny Kravitz fez uma versão de "American Woman" para a trilha sonora de Austin Powers: The Spy Who Shagged Me. Kravitz fez uma versão mais lenta e suave, sem o solo de guitarra. Ele disse mais tarde a Randy Bachman que a razão por que ele pulou a parte da guitarra: "Eu não poderia começar o som que eu não poderia obter o tom". Mais tarde foi incluída em reedição de 1999 do seu álbum 5. O vídeo da música contou com a atriz Heather Graham (que atuou em The Spy Who Shagged Me), os temas políticos originais da canção foram em grande parte substituídos por apelo sexual. A canção foi usada no episódio 13 da 2.ª temporada de Alias. A cover também foi usado no vídeo youtube for Heroes, incluindo Niki Sanders, Jessica e Tracy Strauss por Ali Larter.

### Faixas
1. "American Woman" (versão Single) - 3:50
2. "Straight Cold Player" (performance ao vivo) - 3:42
3. "Thinking of You" (Hexum Dancehall Remix) - 5:58
4. "Fields of Joy" (performances ao vivo) - 4:20

### Prêmios
Grammy Awards 2000
Melhor Performance de Rock Feminino: Ganhou

### Desempenho musical
| Chart (1999)                   | Paradas posição |
| ------------------------------ | --------------- |
| Canadian RPM Singles Chart     | 26              |
| Canadian RPM Rock Chart        | 2               |
| US Billboard Hot 100           | 49              |
| US Billboard Adult Top 40      | 23              |
| US Billboard Top 40 Mainstream | 17              |
| US Billboard Mainstream Rock   | 3               |

## Uso em filmes
Ela canção também foi destaque no filme Beleza Americana de Sam Mendes. Sam the Eagle realizou uma versão karaokê desta música no vídeo viral Muppets. Ele foi usado no trailer da HBO para o filme Mudança de Jogo. Uma versão cantada por um homem mais velho foi usado no filme The Cable Guy (1996).